# 增广昔时贤文
《增广贤文》又名《昔时贤文》、《古今贤文》，是一部古訓集、民間諺語集。其內容匯集了為人處事的各類諺語，充滿哲理，釋道儒各方面的思想均有體現。
人稱“讀了增廣會說話，讀了幼學走天下”。书名最早见于明代万历年间的戏曲《牡丹亭》，据此可推知此书最迟写成于万历年间。后来经过明、清两代文人的不断增补，才改成现在这个模样，称《增广昔时贤文》，通称《增广贤文》。作者一直未见任何书载，只知道清代同治年间儒生周希陶曾經重订。

## 流行文化
- 台灣布袋戲《雲州大儒俠》時有引用《增廣賢文》的內容，戲中稱之為《昔時賢文》。
- 2010年香港無綫電視劇《公主嫁到》引用《增廣賢文》的內容，戲中稱之為《勸世賢文》。
- 二月河著作《康熙大帝 (小说)》及其改編電視劇《康熙王朝》，引用了《增廣賢文》中的「寧向直中取，不可曲中求」。
- 浪子心聲，由香港流行音樂歌手許冠傑作曲及主唱，他與黎彼得合作填詞，並收錄於1976年他的唱片《半斤八兩》中。歌詞引用了《增廣賢文》當中的金句「命裡有時終須有，命裡無時莫強求」。

### 相關書籍
- 山湖纪人：中华圣贤经（2005）